# Bisdom Jinja

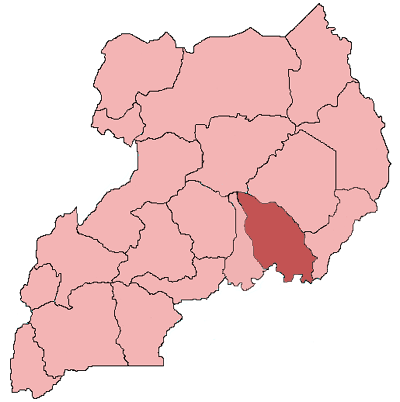
Het bisdom Jinja binnen Oeganda

Het bisdom Jinja (Latijn: Dioecesis Gingiana) is een rooms-katholiek bisdom met als zetel Jinja in Oeganda. Het is een suffragaan bisdom van het aartsbisdom Tororo. Het bisdom werd opgericht in 1966. De eerste bisschop was de Nederlandse missionaris van Mill Hill Joseph Willigers. Hoofdkerk is de kathedraal St. Joseph.
In 2019 telde het bisdom 25 parochies. Het bisdom heeft een oppervlakte van 8.917 km². Het telde in 2019 4.200.000 inwoners waarvan 21,1% rooms-katholiek was. 

## Bisschoppen
- Joseph Willigers, M.H.M. (1967-2010)
- Charles Martin Wamika (2010-)